# Drassodes lapsus
Drassodes lapsus är en spindelart som först beskrevs av O. Pickard-Cambridge 1885.  Drassodes lapsus ingår i släktet Drassodes och familjen plattbuksspindlar. Inga underarter finns listade i Catalogue of Life.